# SummerSlam 2001
SummerSlam (2001) was een professioneel worstel-pay-per-view (PPV) evenement dat georganiseerd werd door de World Wrestling Federation (WWF). Het was de 14e editie van SummerSlam en vond plaats op 19 augustus 2001 Compaq Center at San Jose in San Jose, Californië.

## Matches
| Nr. | Match | Winnaar(s)                       | Opmerkingen                                                                                              | Bron  |
| --- | --- | -------------------------------- | --- | ----- |
| 1H  | Jacqueline, Lita & Molly Holly (WWF) vs. Ivory, Stacy Keibler & Torrie Wilson (Alliance)                                                                     | Jacqueline, Lita & Molly Holly   | Tag Team match. Vooraf opgenomen op Heat.                                                                | [ 1 ] |
| 2   | Edge (WWF) vs. Lance Storm (c) (Alliance) | Edge (nc)                        | Eén-op-één match voor het WWF Intercontinental Championship.                                             | [ 1 ] |
| 3   | The Dudley Boyz (Bubba Ray & D-Von Dudley) & Test (Alliance) vs. The APA (Bradshaw & Faarooq) & Spike Dudley (met Molly Holly) (WWF)                         | The Dudley Boyz                  | 6-Man Tag Team match.                                                                                    | [ 1 ] |
| 4   | X-Pac (c - Cruiserweight) vs. Tajiri (c - Light Heavyweight)                                                                                                 | X-Pac (nc)                       | Eén-op-één match voor het WCW Cruiserweight Championship en het WWF Light Heavyweight Championship.      | [ 1 ] |
| 5   | Chris Jericho (WWF) vs. Rhyno (met Stephanie McMahon-Helmsley) (Alliance) by submission                                                                      | Chris Jericho                    | Eén-op-één match.                                                                                        | [ 1 ] |
| 6   | Rob Van Dam (Alliance) vs. Jeff Hardy (c) (WWF) | Rob Van Dam (nc)                 | Ladder match voor het WWF Hardcore Championship.                                                         | [ 1 ] |
| 7   | The Brothers of Destruction (Kane & The Undertaker) (c - WCW Tag Team) (met Sara) (WWF) vs. Diamond Dallas Page & Chris Kanyon (c - WWF Tag Team) (Alliance) | The Brothers of Destruction (nc) | Steel Cage match voor het WCW Tag Team Championship en het WWF Tag Team Championship.                    | [ 1 ] |
| 8   | Kurt Angle (WWF) vs. Stone Cold Steve Austin (c) (Alliance)                                                                                                  | Kurt Angle                       | Eén-op-één match voor het WWF Championship. Angle won de match door diskwalificatie, maar niet de titel. | [ 1 ] |
| 9   | The Rock (WWF) vs. Booker T (c) (met Shane McMahon) (Alliance)                                                                                               | The Rock (nc)                    | Eén-op-één match voor het WCW Championship.                                                              | [ 1 ] |